# Verder dan de maan
Verder dan de maan is een Nederlands-Belgische film uit 2003 van Stijn Coninx. Hij is gebaseerd op een scenario van Jacqueline Epskamp. De film werd vertoond op het filmfestival van Hongkong en op het Lucaskinderfilmfestival van Frankfurt, Duitsland, waar de film drie prijzen won.
De film heeft als alternatieve en internationale titels:
- Au-delà de la lune, (Franstalig België, Frankrijk)
- Further than the moon, (Engeland, Europa)
- Sea of Silence, (Amerika)
- Das Meer der Stille, (Duitsland)
- Weiter als der Mond, (Duitsland)
- Fjernt bag manen, (Denemarken)

## Verhaal
Het verhaal speelt zichaf eind jaren 60, wanneer er de lancering naar de maan zich afspeelt op televisie, verandert de belevingswereld van de kleine Caro Werner. Zij is een van de vele kinderen uit het gezin Werner waarvan moeder continu zwanger is en vader graag naar de fles grijpt. Het jonge meisje is katholiek opgevoed en kan niet geloven dat God het toestaat dat men naar de maan reist, want immers daarboven is toch Zijn hemel. Ook mag Caro niet omgaan met haar protestantse vriend en gaat ze op zoek naar antwoorden.

## Rolverdeling
| Acteur               | Personage       |
| -------------------- | --------------- |
| Huub Stapel          | Mees Werner sr. |
| Johanna ter Steege   | Ita Werner      |
| Neeltje de Vree      | Caro Werner     |
| Nyk Runia            | Mees Werner jr. |
| Yannick Pieters      | Bram Werner     |
| Julia van Litsenburg | Annette Werner  |
| Isabel Leur          | Lettie Werner   |
| Anneke Blok          | Tante Connie    |
| Annet Malherbe       | Tante Masha     |
| Kees Hulst           | Oom Tom         |
| Marisa van Eyle      | Tante Veronica  |